# لوروا جنكينز
لوروا جنكينز (بالإنجليزية: Leroy Jenkins)‏ هو عازف جاز وملحن أمريكي، ولد في 11 مارس 1932 في شيكاغو في الولايات المتحدة، وتوفي في 24 فبراير 2007 في نيويورك في الولايات المتحدة بسبب سرطان الرئة.

## وصلات خارجية
- لوروا جنكينز على موقع ميوزك برينز (الإنجليزية)
- لوروا جنكينز على موقع أول ميوزيك (الإنجليزية)
- لوروا جنكينز على موقع ديسكوغز (الإنجليزية)